# Dubovac (Vučitrn)
Pour les articles homonymes, voir Dubovac.
Duboc en albanais et Dubovac en serbe latin (en serbe cyrillique : Дубовац) est une localité du Kosovo située dans la commune/municipalité de Vushtrri/Vučitrn et dans le district de Mitrovicë/Kosovska Mitrovica. Selon le recensement kosovar de 2011, elle compte 493 habitants, dont 492 Albanais.

## Histoire
Sur le territoire du village se trouve le site de la colline de Čečan, dont les vestiges remontent aux Ve et VIe siècles ; mentionné par l'Académie serbe des sciences et des arts, il est inscrit sur la liste des monuments culturels du Kosovo.

## Démographie

### Évolution historique de la population dans la localité
| 1948 | 1953 | 1961 | 1971 | 1981 | 1991  | 2011 |
| ---- | ---- | ---- | ---- | ---- | ----- | ---- |
| 494  | 635  | 732  | 824  | 971  | 1 100 | 493  |

|  |